# Black Roses (Thora)
Black Roses è un EP del gruppo gothic metal tedesco Thora, pubblicato nel 2004.

## Tracce
1. Black Roses – 3:50
2. This Corrosion (The Sisters of Mercy cover) – 5:31
3. Personal Jesus (Depeche Mode cover) – 4:25

## Formazione
- Thomas Fräntzki - voce
- Ireneusz Henzel - chitarra
- Will Tümmers - basso
- Janusz Korzeń - batteria